# 53468 Varros
53468 Varros è un asteroide della fascia principale. Scoperto nel 2000, presenta un'orbita caratterizzata da un semiasse maggiore pari a 2,2214233 au e da un'eccentricità di 0,0709608, inclinata di 2,75694° rispetto all'eclittica.
L'asteroide è dedicato all'astrofilo George Varros.